# Christlieb Siegmund Binder
Christlieb Siegmund Binder (* 29. Juli 1723 in Dresden; † 1. Januar 1789 ebenda) war ein deutscher Komponist, Cembalist und Organist.

## Leben
Binder entstammt einer ursprünglich Naumburger Stadtpfeiferfamilie, sein Vater Johann Gottfried (1704–1740), war Oboist im kurfürstlich sächsischen Kadettenkorps. Vermutlich war Binder Kapellknabe und erhielt seine Ausbildung bei Pantaleon Hebenstreit. Ab 1751 spielte er das Pantaleon in der Hofkapelle. 1764 wurde Binder neben Peter  August (1726–1787), Organist an der Hofkirche, was er bis zu seinem Tod auch blieb.
Binders Sohn August Siegmund Binder (1761–1815) wirkte ebenfalls als Organist und Komponist in Dresden; sein zweiter Sohn Carl Wilhelm Ferdinand Binder (* 1764) war Harfenbauer in Weimar.

## Werke

### Gedruckte Werke
- Op. 1: Sei Sonate per il Cembalo (Dresden, 1759)
- Sei Sonate a tre per il Clavicembalo con Flauto ô Violino bzw. Sechs Trios fürs Clavecin mit Flöte oder Violine (Titel im Cembalo-Teil) (Leipzig, 1763)
- 1 Sonata in Musicalisches Magazin, in Sonaten, Sinfonien, Trios und andern Stücken für das Clavier bestehend (Leipzig, 1765)

### Manuscripte
- 12 Piecen (aus dem Schranck No: II, SLUB, Mus.3117-N-1, nach 1750)
- Concerto per 2 Cembali (SLUB, Mus.3117-O-22,1, nach 1750)
- Concerto per il Cembalo (SLUB, Mus.3117-O-19, nach 1750)
- Trio a Cembalo obligato e Flauto (SLUB, Mus.3117-S-2, nach 1750)
- Sei Divertimenti per il Cembalo (SLUB, N.I.10273 und Mus.3117-T-5, nach 1764)
- Sei Sonate per il Cembalo (SLUB, Mus.3117-T-2, -2a, -2b, nach 1770)
- 72 Praeludia für Orgel (SLUB, Mus.4411-U-1, nach 1775)